# Hilvi Lorén
Hillevi (Hilvi) Davida Maria Lovisa Lorén, född Lindström 22 november 1880 i Barnarps församling, död 23 november 1938 i Katarina församling, var en svensk kvinnosakskvinna. Hon var ordförande för Föreningen för kvinnans politiska rösträtt i Norrahammar.